# Piotr Strach
Piotr Paweł Strach (ur. 10 stycznia 1982 w Częstochowie) – polski przedsiębiorca i polityk, poseł na Sejm X kadencji (od 2023).

## Życiorys
Absolwent Politechniki Częstochowskiej, odbył też studia podyplomowe MBA w Collegium Humanum. Zawodowo związany z sektorem prywatnym, był m.in. prezesem spółki prawa handlowego zajmującej się produkcją konstrukcji stalowych i zabudową aut ciężarowych. Został też współwłaścicielem rodzinnego przedsiębiorstwa działającego w sektorze wywozu nieczystości.
Działał w jednej z częstochowskich rad dzielnic. W wyborach samorządowych w 2014 uzyskał mandat radnego Częstochowy z ramienia KW Mieszkańcy Częstochowy. W 2018 nie uzyskał reelekcji. Przystąpił później do Polski 2050 Szymona Hołowni, objął funkcję skarbnika zarządu regionu śląskiego partii.
W wyborach parlamentarnych w 2023 został wybrany do Sejmu X kadencji z okręgu gliwickiego, kandydując z pierwszego miejsca na liście koalicji Trzecia Droga i otrzymując 17 634 głosy. Został zastępcą przewodniczącego Komisji Obrony Narodowej oraz członkiem Komisji Ochrony Środowiska, Zasobów Naturalnych i Leśnictwa. W 2024 bez powodzenia startował do Europarlamentu X kadencji.

## Życie prywatne
Syn Wiesława i Elżbiety. Żonaty z Izabelą. Zamieszkał w Konopiskach.

## Wyniki wyborcze
| Wybory | Komitet wyborczy                | Komitet wyborczy                          | Organ                   | Okręg        | Wynik          |
| ------ | ------------------------------- | ----------------------------------------- | ----------------------- | ------------ | -------------- |
| 2014   |                                 | KW Mieszkańcy Częstochowy                 | Rada Miasta Częstochowy | nr 3         | 871 (5,46%)    |
| 2018   |                                 | KWW Marcin Maranda Mieszkańcy Częstochowy | Rada Miasta Częstochowy | nr 3         | 763 (3,44%)    |
| 2023   |                                 | Trzecia Droga                             | Sejm X kadencji         | nr 29        | 17 634 (4,55%) |
| 2024   | Parlament Europejski X kadencji | Trzecia Droga                             | nr 11                   | 3658 (0,27%) |                |